# Juillet 1943 (guerre mondiale)
Chronologie de la Seconde Guerre mondiale
Juin 1943 - Juillet 1943 -  Août 1943
*  N.B. : d'un point de vue de l'historiographie militaire, ce mois peut être considéré comme un tournant décisif de la guerre : le sort de la guerre à l'Est se noue pour les Allemands à la défaite de Koursk, et les Alliés ouvrent le second front, tant réclamé par Staline, par le débarquement en Sicile.
- 4 juillet :
  - Le général Władysław Sikorski et plusieurs autres membres du gouvernement polonais en exil sont tués dans ce qui est en apparence un accident aérien à Gibraltar - on suspecte que l'accident a été causé réellement sur les ordres de Staline.

- 5 juillet :
  - Début de la contre-offensive allemande sur Koursk.
  - Bombardement massif des centres économiques allemands.
  - Bataille du golfe de Kula dans les Salomon

- 8 juillet :
  - Date probable de la mort de Jean Moulin.
  - Le président Władysław Raczkiewicz nomme le général Kazimierz Sosnkowski commandant en chef de l’Armée polonaise.
  - La Martinique rallie le gouvernement de la France libre d'Alger.
  - Une ordonnance allemande interdit aux juifs de fréquenter cinémas, théâtres, piscines… et ne les autorise à fréquenter les magasins que de 15h à 16h.

- 9 juillet :
  - L'opération Husky, l'invasion alliée de la Sicile commence (par l'Opération Ladbroke).

- 10 juillet :
  - Débarquement des Alliés en Sicile.

- 11 juillet :
  - Début de l’opération Pierre et Paul lancée par les mouvements nationalistes ukrainiens : les citoyens non ukrainiens sont tués en masse.

- 12 juillet :
  - Les Alliés prennent Syracuse (Sicile)
  - Offensive russe sur Orel.

- 13 juillet :
  - Ralliement des Antilles au CFLN
  - à Koursk, Hitler décide de stopper l'opération Citadelle, contredisant son général en chef (Erich Von Manstein).

- 14 juillet :
  - Stanisław Mikołajczyk est nommé Premier ministre du gouvernement polonais en exil.
  - Bombardements aériens alliés sur la Région Parisienne.
  - Rencontre entre le maréchal Pétain et le Generalfeldmarschall Gerd von Rundstedt au château de Charmeil, à côté de Vichy[1].

- 15 au 30 juillet :
  - Bataille de Munda Point lors de la bataille de Nouvelle-Géorgie.

- 17 juillet :
  - Le général Tadeusz Bór-Komorowski est nommé officiellement nouveau commandant de l’Armée intérieure AK.

- 18 juillet :
  - Départ du 57e convoi[2] de déportation des Juifs de France, du camp de Drancy vers Auschwitz : 1 000 déportés, 43 survivants en 1945.

- 19 au 22 juillet :
  - Premiers bombardements aériens alliés de Rome.

- 21 juillet :
  - Création du IIe Corps d’Armée Polonais à partir de l'Armée polonaise d’Orient.

- 22 juillet :
  - Prise de Palerme par les Alliés.

- 25 juillet :
  - Mussolini est renversé en tant que Premier ministre de l'Italie par le roi, remplacé par Pietro Badoglio.

- 28 juillet :
  - Bombardements alliés massifs sur Hambourg lors de l'Opération Gomorrhe : bilan 40 000 morts.

- 30 juillet :
  - Dissolution du parti fasciste italien.

- 31 juillet :
  - Départ du 58e convoi de déportation des Juifs de France, du camp de Drancy vers Auschwitz : 1 000 déportés, 28 survivants en 1945.
  - Abdication formelle du roi de Croatie, Tomislav II de Croatie.